# Sarcofago di Horkhebit
Il Sarcofago di Horkhebit è un antico sarcofago egizio risalente alla XXVI dinastia e ascrivibile cronologicamente al 590 a.C. circa (Periodo tardo), un capolavoro dell'epoca per quanto riguarda la lavorazione della pietra.

## Storia
I titoli di Horkhebit, proprietario del sarcofago, vissuto agli inizi della XXVI dinastia, furono: portatore del sigillo reale, unico compagno, sacerdote capo dei santuari dell'Alto e del Basso Egitto, sovrintendente del Consiglio.
La sua sepoltura era costituita d'un pozzo profondo più di 18 metri scavato nelle sabbie del deserto e nella roccia calcarea, all'interno dell'area cimiteriale sviluppatasi durante il Periodo tardo sul lato orientale del complesso funerario del faraone Djoser. Il sarcofago giaceva in una camera rettangolare sul fondo del pozzo; all'interno di questo enorme sarcofago in pietra (grovacca) furono rinvenuti i resti estremamente danneggiati di un feretro in legno di cedro dorato. La mummia del funzionario indossava una maschera d'argento con parti dorate, dita finte in oro poste sulle mani e sui piedi e vari amuleti. Accanto al sarcofago furono deposti i consueti vasi canopi e ushabti. La scoperta fu compiuta, nel 1902, dal Governo Egiziano e i reperti andarono al Museo egizio del Cairo, ad eccezione di questo sarcofago che fu acquistato dal Metropolitan Museum.

## Descrizione
Il reperto segue gli stilemi comuni fra i sarcofagi di pietra degli anni di Psammetico II e della regione intorno a Menfi, ove si trova Saqqara: il viso è paffuto, molto largo e squadrato, la sporgenza per i piedi è poco pronunciata, il corpo del sarcofago è sprovvisto delle braccia e coperto invece di numerose linee verticali di iscrizioni geroglifiche, un passaggio del Libro dei morti. Forse molti di questi esempio di arte funeraria provenivano dalla medesima bottega.